# Erion Dushku
Erion Dushku (Alessio, 25 febbraio 1985) è un ex calciatore albanese, di ruolo difensore.

## Carriera

### Club
Nella sua carriera ha giocato con le seguenti squadre: Kastrioti, Teuta, KF Tirana e Flamurtari Valona.

### Nazionale
Ha collezionato anche 4 presenze con la Nazionale albanese Under-21.

## Statistiche

### Presenze e reti nei club
Statistiche aggiornate al 26 aprile 2015.
| Stagione         | Squadra           | Campionato       | Campionato | Campionato | Coppe nazionali | Coppe nazionali | Coppe nazionali | Coppe continentali | Coppe continentali | Coppe continentali | Altre coppe | Altre coppe | Altre coppe | Totale | Totale |
| Stagione         | Squadra           | Comp             | Pres       | Reti       | Comp            | Pres            | Reti            | Comp               | Pres               | Reti               | Comp        | Pres        | Reti        | Pres   | Reti   |
| ---------------- | ----------------- | ---------------- | ---------- | ---------- | --------------- | --------------- | --------------- | ------------------ | ------------------ | ------------------ | ----------- | ----------- | ----------- | ------ | ------ |
| 2005-2006        | Kastrioti         | KS               | 0          | 0          | CA              | 0               | 0               | -                  | -                  | -                  | -           | -           | -           | 0      | 0      |
| 2006-2007        | Kastrioti         | KS               | 14         | 0          | CA              | 0               | 0               | -                  | -                  | -                  | -           | -           | -           | 14     | 0      |
| Totale Kastrioti | Totale Kastrioti  | Totale Kastrioti | 14         | 0          |                 | 0               | 0               |                    |                    |                    |             |             |             | 14     | 0      |
| 2007-2008        | Teuta             | KS               | 28         | 2          | CA              | 0               | 0               | -                  | -                  | -                  | -           | -           | -           | 28     | 2      |
| 2008-2009        | Teuta             | KS               | 22         | 0          | CA              | 2               | 0               | -                  | -                  | -                  | -           | -           | -           | 24     | 0      |
| 2009-2010        | Teuta             | KS               | 27         | 2          | CA              | 3               | 0               | -                  | -                  | -                  | -           | -           | -           | 30     | 2      |
| Totale Teuta     | Totale Teuta      | Totale Teuta     | 77         | 4          |                 | 5               | 0               |                    |                    |                    |             |             |             | 82     | 4      |
| 2010-2011        | KF Tirana         | KS               | 27         | 0          | CA              | 6               | 1               | UEL                | 0                  | 0                  | SA          | 1           | 0           | 34     | 1      |
| 2011-2012        | KF Tirana         | KS               | 24         | 3          | CA              | 13              | 1               | UEL                | 2                  | 0                  | SA          | 1           | 0           | 40     | 4      |
| 2012-2013        | KF Tirana         | KS               | 16         | 0          | CA              | 5               | 0               | UEL                | 2                  | 0                  | -           | -           | -           | 23     | 0      |
| 2013-2014        | Flamurtari Valona | KS               | 27         | 1          | CA              | 3               | 0               | -                  | -                  | -                  | -           | -           | -           | 30     | 1      |
| 2014-2015        | Kukësi            | KS               | 27         | 5          | CA              | 5               | 0               | UEL                | 2                  | 0                  | -           | -           | -           | 34     | 5      |
| 2015-2016        | KF Tirana         | KS               | 0          | 0          | CA              | 0               | 0               | -                  | -                  | -                  | -           | -           | -           | 0      | 0      |
| Totale KF Tirana | Totale KF Tirana  | Totale KF Tirana | 67         | 3          |                 | 24              | 2               |                    | 4                  | 0                  |             | 2           | 0           | 97     | 5      |
| Totale carriera  | Totale carriera   | Totale carriera  | 212        | 13         |                 | 37              | 2               |                    | 6                  | 0                  |             | 2           | 0           | 257    | 15     |

## Palmarès

### Club

#### Competizioni nazionali
- Coppa d'Albania: 3

Tirana: 2010-2011, 2011-2012
Flamurtari Valona: 2013-2014
- Supercoppa d'Albania: 2

Tirana: 2011, 2012